# 샤를 볼프

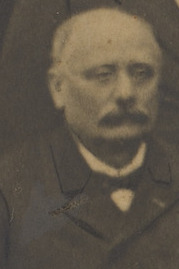

샤를 조지프 에티엔 볼프(Charles Joseph Étienne Wolf, 1827년 11월 9일 ~ 1918년 7월 4일)는 프랑스의 천문학자이다.
1862년 위르뱅 르베리에의 제안으로 파리 천문대의 조교가 되었다.
1867년 조르주 레이에와 함께 볼프-레이에별을 발견했다. 태양계 근접 적색왜성 볼프 359를 발견한 건 독일의 막스 볼프지 샤를 볼프가 아니다.